# H.239
H.239原本是ITU-T建议书，是一種應用於H.32x和H.245系统的雙影像流（Dual Stream）的附加媒体通道。2003年7月，ITU通過H.239标准，支持“Additional Media Channels for H.3xx System”。
2000年2月，TANDBERG推出Duo Video，具有雙路視頻功能，可同时发送视频和内容（PowerPoint、浏览器屏幕内容等）。
2000年7月PictureTel引入People+Content。Polycom后於2001年5月併購PictureTel。
傳統的視頻會議都是一個音頻通道，結合一個視頻通道和一個可選的數據通道。H.239雙影像輸出為TANDBERG首創，並由ITU-T歸納成正式標準。H.239具多条视频通道，使用“标记”来实现控制、指示和能力交换机制。2003年2月，ITU-T在TANDBERG與Polycom的技術基礎上發表了一份建議書。H.239是實現MCU的一項技術方案。

## 外部連結
- H.239 standard at ITU （页面存档备份，存于）